# Hillevi Löfvendahl
Hillevi Maria Löfvendahl, född 14 april 1896 i Karlstad, död 4 juli 1975, var en svensk psykiater. 
Löfvendahl var yngre syster till Gunvor Anér. Efter studentexamen i Stockholm 1915 blev Löfvendahl medicine kandidat 1919 och medicine licentiat 1922 vid Karolinska institutet i Stockholm. Hon var e.o. andre hospitalsläkare vid Mariebergs sjukhus i Kristinehamn 1923, förste hospitalläkare 1926, var överläkare av tredje klass där 1930–1934 och vid Ryhovs sjukhus i Jönköping 1934–1963. 
Löfvendahl var Sveriges första kvinnliga överläkare i psykiatri. Författaren Erik Löfvendahls roman Eldfågels bo (1993) handlar om henne. 